# Tomás Antonio Sánchez
Tomás Antonio Sánchez (Ruiseñada, 1723 – Madrid, 1802) è stato uno scrittore spagnolo.
Fu il primo scrittore che si occupò della leggenda del Cid Campeador, cioè della storia di Rodrigo Díaz conte di Bivar, esiliato ingiustamente dal re Alfonso VI di Castiglia a seguito di maldicenze di alcuni cortigiani.